# Barmanou
Il Barmanou è un criptide che viene descritto con le sembianze di un primate bipede umanoide, e che fa parte della tradizione folkloristica del Pakistan. È l'equivalente pakistano del Bigfoot.

## Descrizione
Il termine Barmanou è utilizzato in molti linguaggi locali del Pakistan, inclusi Khowar, Shina, Hindko e Kashmiri. In aggiunta al termine Barmanou questo criptide possiede anche altri nomi locali.
Secondo la leggenda, abita le montagne dell'ovest del Paese. Il Barmanou possiede caratteristiche simili sia  alla scimmia sia all'uomo, e 
ha la reputazione di rapire donne per cercare di fare amicizia con loro. È stato anche riportato che il Barmanou indossa pelli di animali sulla schiena e in testa.